# Ajmarski jezik
Ajmarski jezik, Ajmara (ajmara: Aymar aru, šp.: Aymara; ISO 639-3: aym) je jezik iz porodice ajmarskih jezika kojim govori nekoliko milijuna ljudi u Južnoj Americi, pripadnici naroda Aymara, na području Perua, Bolivije i sjevernog Čilea.
Udruga SIL International u sklopu svog standarda ISO 639-3 ga tretira kao makrojezik koji obuhvaća dva jezika, centralnoajmarski [ayr] s ukupno 2 589 000 govornika, od toga 2 098 000 (2006) u Boliviji i južnoajmarski [ayc] s 219 000 govornika (2006) u Peruu.

## Vanjske poveznice
- ay.wikipedia.org - Wikipedija na ajmarskom